# Calycopis poeas
Calycopis poeas är en fjärilsart som beskrevs av Jacob Hübner 1816/33. Calycopis poeas ingår i släktet Calycopis och familjen juvelvingar. Inga underarter finns listade i Catalogue of Life.